# Przestrzeń metryzowalna
Przestrzeń metryzowalna – przestrzeń topologiczna, w której można określić strukturę metryczną, czyli wprowadzić metrykę wyznaczającą topologię tej przestrzeni. Przestrzenie metryzowalne mają te same własności topologiczne co przestrzenie metryczne; w szczególności każda przestrzeń metryzowalna (metryczna) jest parazwartą przestrzenią Hausdorffa (a więc również normalna), a także spełnia pierwszy aksjomat przeliczalności.
Przestrzeń topologiczną, w której nie da się wprowadzić metryki, nazywa się przestrzenią niemetryzowalną.

## Twierdzenia o metryzacji
Pod nazwą twierdzenie o metryzacji rozumie się każde twierdzenie dające warunki wystarczające na to, by dana przestrzeń topologiczna była metryzowalna. Jednym z pierwszych twierdzeń tego typu były wyniki Pawła Urysohna mówiące, że:
- Przestrzeń zwarta Hausdorffa jest metryzowalna wtedy i tylko wtedy, gdy spełnia drugi aksjomat przeliczalności.
- Przestrzeń spełniająca drugi aksjomat przeliczalności jest metryzowalna wtedy i tylko wtedy, gdy jest regularną przestrzenią Hausdorffa.

Pierwsze z powyższych twierdzeń zostało udowodnione w 1924 roku, drugie – rok później w przypadku przestrzeni normalnych. Twierdzenie w podanej tutaj wersji udowodnił Andriej Tichonow w 1926 roku.
Wnioskiem z obydwu powyższych twierdzeń jest następujący fakt:
- Kostka Hilberta jest przestrzenią uniwersalną dla przestrzeni uniwersalnych ośrodkowych i dla przestrzeni metryzowalnych zwartych.

Jednym z klasycznych twierdzeń metryzacyjnych jest twierdzenie Nagaty-Smirnowa, które mówi, że:
- Przestrzeń Hausdorffa jest metryzowalna wtedy i tylko wtedy, gdy jest regularna i ma σ-lokalnie skończoną bazę.

Wzmocnieniem twierdzenia Nagaty-Smirnowa jest twierdzenie Binga (nazywane czasem twierdzeniem Nagaty-Binga-Smirnowa) mówiące, że:
- Przestrzeń Hausdorffa jest metryzowalna wtedy i tylko wtedy, gdy jest regularna i ma bazę σ-dyskretną.

Korzystając z twierdzenia Binga można dowieść twierdzenia Kowalsky’ego:
- Iloczyn kartezjański przeliczalnie wielu kopii jeża {\displaystyle J(\kappa )} jest przestrzenią uniwersalną dla przestrzeni metryzowalnych o ciężarze {\displaystyle \kappa }[7].

Przestrzeń topologiczną nazywa się lokalnie metryzowalną, jeśli każdy jej punkt ma metryzowalne otoczenie. Smirnow dowiódł, że przestrzeń lokalnie metryzowalna jest metryzowalna wtedy i tylko wtedy, gdy jest Hausdorffa i parazwarta; w szczególności rozmaitość jest metryzowalna wtedy i tylko wtedy, gdy jest parazwarta.
Innymi przykładami twierdzeń o metryzacji są m.in. twierdzenie Archangielskiego, twierdzenie Moore’a czy twierdzenie Aleksandrowa-Urysohna.

## Przykłady przestrzeni niemetryzowalnych
Każda przestrzeń metryczna jest normalna, więc przestrzenie które nie są normalne nie są tym samym metryzowalne.
- Prosta Sorgenfreya nie jest metryzowalna; jednak jest ona Hausdorffa, parazwarta i spełnia pierwszy aksjomat przeliczalności.
- Prosta Aleksandrowa jest lokalnie metryzowalna, ale nie jest metryzowalna.
- przestrzeń liniowo-topologiczna wszystkich funkcji {\displaystyle \mathbb {R} \to \mathbb {R} } z topologią zbieżności punktowej[b] (zob. przestrzeń funkcyjna).
- topologia Zariskiego na rozmaitości algebraicznej lub na spektrum pierścienia (pojęcie geometrii algebraicznej) – przestrzeń z topologią Zariskiego nie jest nawet przestrzenią Hausdorffa, więc nie może być metryzowalna.